# 財満元直
財満 元直（ざいま もとなお）は江戸時代初期の毛利氏家臣。萩藩大組である財満氏の当主・財満元久の嫡子。
通称は孫太郎、八郎右衛門、三郎兵衛。

## 生涯
毛利氏の家臣である財満元久の長男として萩に生まれる。母は二宮就辰の娘であることから、毛利元就は外曾祖父にあたる。
男子が生まれなかったため、長女と婚姻した益田就之の次男・才嶋を婿養子に迎えた。才嶋は財満新右衛門久長と改名する。しかしその長女が早世し、続いて久長と婚姻した次女も早世したため、元直は三女も久長に婚姻させて、財満氏の血筋を維持することに腐心した。三女の母は和智元通の娘。
寛永7年（1630年）7月に父・元久が亡くなると財満氏750石の家督を継ぎ、以降終身、御弓頭を務めた。また組番頭にも抜擢されている。江戸において江戸番手を勤めていた寛文5年（1665年）8月10日、江戸において病没した。